# 蜜罐 (電腦科學)
蜜罐（英語：honeypot）是一個電腦術語，專指用來偵測或抵禦未經授權操作或者是駭客攻擊的陷阱，因原理類似誘捕昆蟲的蜜罐因而得名。

## 功能
蜜罐通常偽裝成看似有利用價值的網路、資料、電腦系統，並故意設置了bug，用來吸引駭客攻擊。由於蜜罐事實上並未對網路提供任何有價值的服務，所以任何對蜜罐的嘗試都是可疑的。蜜罐中還可能裝有監控軟件，用以監視駭客入侵後的舉動。
蜜罐在拖延駭客攻擊真正目標上也有一定作用。不過駭客可能發現一個電腦系統是蜜罐，進而提前退出。
而更常見的用法是用来吸引网络的计算机病毒入侵，从而获得病毒样本用于研究或破解的计算机，杀毒软件公司会利用这些计算机来监视或获得计算机网络中的病毒样本。

## 风险
蜜罐的目标是在足够长的一段时间内吸引攻击者，以获得如攻击工具和战术、技术和程序(TTPs)等高级妥协指标(IoC)。因此，蜜罐需要模拟生产网络中的基本服务，并授予攻击者执行对抗活动的自由，以增加其对攻击者的吸引力。虽然蜜罐是一个受控环境，但攻击者仍有可能将一些蜜罐作为枢纽节点渗透到系统中。
由于大型企业网络缺乏通信，蜜罐也可能会吸引合法用户。例如，运用和监控蜜罐的安全团队可能会因为缺乏沟通或防止内部威胁，而不能及时向所有用户披露蜜罐位置。

## 案例
- 1994年，米特尼克向聖地牙哥超級電腦中心入侵，戲弄在此工作的日裔美籍電腦安全專家下村努，並盜走他電腦的文件，還使用連線劫持技術盜走他網站的流量。後來下村努設立「蜜罐」讓米特尼克中計引誘他上鉤，用「電子隱形化」技術進行跟蹤，結果1995年米特尼克再次被逮捕。